# Melbourne Star
Die Melbourne Star (I) war ein Motorschiff der britischen Reederei Blue Star Line, das von 1936 bis 1943 Passagiere und Fracht von Großbritannien nach Südamerika, in die Karibik und nach Australien beförderte. Das Schiff wurde am 2. April 1943 südöstlich der Bermudas von einem deutschen U-Boot versenkt, wobei 114 Menschen ums Leben kamen.

## Das Schiff
Das Motorschiff Melbourne Star gehörte zur Imperial Star Class, einem neuen Schiffstyp, den die Blue Star Line in den 1930er Jahren bauen ließ. Die Blue Star Line war eine 1911 gegründete Schifffahrtsgesellschaft mit Sitz in London, die einen sehr erfolgreichen Liniendienst nach Südamerika unterhielt. Die Melbourne Star war hauptsächlich als Frachtschiff konzipiert, das mit seinen modernen Kühleinrichtungen große Mengen Lebensmittel nach Südamerika transportieren konnten. Daneben beförderte es aber auch Passagiere und war somit ein Kombischiff. Es fuhr zu den üblichen Anlaufhäfen seiner Reederei in Südamerika, aber auch nach Australien.
Die Melbourne Star war 11.076 BRT (6.788 NRT) groß und wurde auf der Werft Cammell, Laird & Company in der englischen Hafenstadt Birkenhead gebaut. Dort lief sie am 7. Juli 1936 mit der Baunummer 1014 vom Stapel. Das Schiff war 161,54 Meter lang, 21,45 Meter breit und ging 9,81 Meter tief. Im November 1936 war es fertiggestellt. Sie hatte mehrere Schwesterschiffe, die sich vor allem bei der Art des Antriebs erheblich unterschieden. Die Melbourne Star war mit zwei 10-Zylinder-Dieselmotoren des Schweizer Herstellers Sulzer AG aus Winterthur ausgestattet, die auf zwei Schrauben wirkten und dem Schiff eine Geschwindigkeit von 18 Knoten (33,33 km/h) ermöglichten.
Mit Ausbruch des Zweiten Weltkriegs blieb die Melbourne Star im regulären Passagier- und Frachtservice, wurde aber zu ihrer Verteidigung mit Artilleristen bemannt. Am 5. September 1940 fiel sie bei Achill Island an der Westküste Irlands einem deutschen Luftangriff zum Opfer, wurde aber wieder instand gesetzt und nahm einen Monat später ihren Dienst wieder auf. Am 24. Juli 1941 wurde die Melbourne Star im Mittelmeer auf dem Weg nach Malta von einem deutschen U-Boot angegriffen. Sie gelangte aber sicher in den Hafen von Valletta. Bei den britischen Marineoperationen Substance (Juli 1941) und Pedestal (August 1942) schaffte sie es unbehelligt nach Malta und zurück.

## Versenkung
Am Montag, dem 22. März 1943 lief die Melbourne Star in Liverpool zu einer Überfahrt nach Melbourne und Sydney in Australien aus. Erster Anlaufhafen war Greenock im Westen Schottlands am 24. März. Danach sollte es über den Atlantischen Ozean und durch den Panamakanal gehen, um nach Australien zu kommen. In Panama war ein Zwischenstopp in Cristóbal eingeplant. An Bord befanden sich 76 Besatzungsmitglieder, elf Artilleristen und 31 Passagiere, insgesamt 118 Personen. Unter den Passagieren waren fünf Reserveoffiziere der Royal Australian Navy und eine Reihe Zivilisten, darunter 14 Frauen und zwei Kinder. Die 8285 Tonnen Fracht bestanden zum Teil aus gewöhnlicher Ladung, aber auch aus militärischen Gütern wie Torpedos und Munition.
Das Kommando hatte der 57-jährige Kapitän James Bennett Hall. Hall war Kapitän der Andalucia Star gewesen, als diese am 6. Oktober 1942 vor Cape Palmas von U 107 versenkt worden war. Die Melbourne Star fuhr ohne Geleitschutz. In den frühen Morgenstunden des 2. April 1943, einem Freitag, wurde die Melbourne Star etwa 480 Seemeilen südöstlich der Bermudas von U 129 gesichtet. U 129 war ein deutsches U-Boot des Typs IX C, das sich unter dem Kommando des 32-jährigen Korvettenkapitäns Hans-Ludwig Witt auf seiner siebenten Feindfahrt befand. Ein Sturm tobte über den Nordatlantik und die Sicht war fast null.
Um 08.23 Uhr wurde das Schiff von einer gewaltigen Explosion erschüttert, als zwei Torpedos von U 129 direkt hintereinander in den Rumpf einschlugen. Die Detonationen entzündeten die explosive Ladung der Melbourne Star, die daraufhin in die Luft flog. Etwa drei Viertel der gesamten Schiffslänge wurden auf einen Schlag zersprengt. Es passierte so schnell, dass Passagiere und Mannschaft keine Zeit hatten, sich zu ihren Bootsstationen zu begeben. Außerdem wurden die meisten Rettungsboote zerstört. Fast alle Menschenleben an Bord wurden durch die Explosion ausgelöscht. Die brennenden Überreste der Melbourne Star sanken innerhalb von zwei Minuten. Als das Schiff sank, lösten sich mehrere Carley-Rettungsflöße und trieben frei. Mehrere Überlebende konnten sich daran festhalten. Bei Tagesanbruch waren jedoch nur noch elf Menschen auf zwei Flößen am Leben.
Nach Sonnenaufgang tauchte U 129 neben den Flößen auf. Ein Offizier und ein Seemann mit einem Maschinengewehr kamen an Deck und befragten die Überlebenden nach Namen, Zielhafen und Fracht des Schiffs. Danach tauchte es ab und ließ die Schiffbrüchigen allein auf See. Das Meer war weiterhin aufgewühlt und stürmisch. Da vor dem Untergang kein Notsignal mehr gefunkt werden konnte, dauerte es einige Zeit, bis der Verlust der Melbourne Star bekannt wurde. Eines der Flöße verschwand nach kurzer Zeit und wurde nicht mehr gesehen. An das andere klammerten sich die Besatzungsmitglieder William Best, William Burns, Ronald Nunn und Leonard White. Sie hatten es geschafft, minimale Rationen an Wasser und Lebensmitteln sowie Öl zu retten. Mit einer improvisierten Angel konnten sie zudem Fische fangen. Nach drei Tagen auf hoher See ließ der Sturm nach und das Wasser wurde ruhiger. Das Floß driftete tagelang in der Strömung.
Erst am 9. Mai 1943, 38 Tage nach der Versenkung der Melbourne Star, wurden die vier Männer 150 Meilen westlich von Bermuda von einem amerikanischen Seeaufklärungsflugzeug des Typs Consolidated PBY gerettet und nach Bermuda gebracht. Zwar hatten sie aufgrund des Salzwassers Geschwüre und Salzwasserbeulen davongetragen und mussten medizinisch betreut werden, aber im Allgemeinen waren sie in einer überraschend guten Verfassung.
Sie waren die einzigen Überlebenden der Versenkung der Melbourne Star. 72 Besatzungsmitglieder, alle elf Artilleristen und alle 31 Passagiere waren ums Leben gekommen. Die London Gazette gab im August 1944 bekannt, dass alle vier mit der British-Empire-Medaille ausgezeichnet worden waren. Der Seemann Ronald Nunn erhielt die Auszeichnung posthum, da er am 10. Juni 1944 im Alter von 19 Jahren bei der Versenkung des Frachters Dungrange durch ein deutsches Schnellboot an der Küste der Normandie ums Leben gekommen war.

## Sonstiges
Das Wrack der Melbourne Star liegt auf der Position 28° 5′ N, 57° 30′ W. Mit 11.076 BRT war sie das größte der 29 Schiffe, die durch U 129 versenkt wurden. Auf dem Kriegsdenkmal Tower Hill Memorial in London (Plakette 69) wird der Versenkung der Melbourne Star und ihrer Todesopfer gedacht.
Unter den Passagieren auf der letzten Fahrt befanden sich Kenneth und Caroline McWhae aus Fife (Schottland). Ihr einziger Sohn, Lieut. John Henry McWhae, Pilot bei der Royal Navy, kam mit zwei anderen Männern am 8. Februar 1943 beim Absturz einer Lockheed Hudson vor Queensland während einer Bombenabwurfübung ums Leben.